# PGC 51285
LEDA/PGC 51285 ist eine Zwerggalaxie im Sternbild Bärenhüter am Nordsternhimmel. Sie ist schätzungsweise 165 Millionen Lichtjahre von der Milchstraße entfernt und hat einen Durchmesser von etwa 30.000 Lichtjahren.
Im selben Himmelsareal befinden sich u. a. die Galaxien NGC 5579, NGC 5589, NGC 5590, PGC 2061435.